# Adam Johnson (Volleyballspieler)
Adam Johnson (* 31. Januar 1965  in Laguna Beach, Kalifornien) ist ein ehemaliger US-amerikanischer Volleyball- und Beachvolleyballspieler.

## Karriere
Adam Johnson spielte in den 1980er Jahren Hallenvolleyball bei den „Trojans“, dem Team der University of Southern California. Von 1988 bis 1989 war er auch Mitglied der US-amerikanischen Nationalmannschaft. Von 1988 bis 2000 spielte Adam Johnson erfolgreich Beachvolleyball auf der AVP-Tour und ab 1993 auch international auf der FIVB World Tour. Höhepunkt war hier 1993 der Sieg beim FIVB-Open in Rio de Janeiro mit Kent Steffes. Mit Karch Kiraly landete Adam Johnson bei den Weltmeisterschaften 1997 in Los Angeles und 1999 in Marseille jeweils auf Platz fünf. Nach einer Verletzung 2001 wurde er Trainer und Direktor des „Adam Johnson Volleyball Clubs“ in Austin (Texas).

## Privates
Adam Johnson ist mit Jennifer verheiratet. Die beiden haben einen Sohn und eine Tochter.